# John Hope, VI conte di Hopetoun
John Alexander Hope, VI conte di Hopetoun (22 marzo 1831 – 1º aprile 1873), è stato un ufficiale scozzese.

## Biografia
Era l'unico figlio di John Hope, V conte di Hopetoun, e di sua moglie, lady Louisa Bosville Macdonald.

## Carriera
Ha ricoperto la carica di Lord luogotenente di Linlithgowshire tra il 1863 e il 1873.

## Matrimonio
Sposò, il 3 gennaio 1860, Ethelred Anne Birch Reynardson (?-15 ottobre 1884), figlia di Charles Birch Reynardson. Ebbero quattro figli:
- Lady Louisa Dorothea Hope (?-20 giugno 1943);
- John Hope, I marchese di Linlithgow (25 settembre 1860-29 febbraio 1908);
- Lord Charles Archibald Hope (12 maggio 1863-2 aprile 1888);
- Lady Estella Mary Hope (1866-6 novembre 1958).

## Morte
Morì il 1º aprile 1873, a 42 anni.

## Ascendenza
|                                         |                                         |                                                     | Genitori                                      |  |  | Nonni |  |  | Bisnonni                        |  |  | Trisnonni                         |  |
|                                         |                                         |                                                     |                                               |  |  |       |  |  | John Hope, II conte di Hopetoun |  |  | Charles Hope, I conte di Hopetoun |  |
|                                         |                                         |                                                     |                                               |  |  |       |  |  | John Hope, II conte di Hopetoun |  |  | Charles Hope, I conte di Hopetoun |  |
|                                         |                                         | lady Henrietta Johnstone                            |                                               |  |  |       |  |  | John Hope, II conte di Hopetoun |  |  |                                   |  |
| John Hope, IV conte di Hopetoun         |                                         |                                                     |                                               |  |  |       |  |  | John Hope, II conte di Hopetoun |  |  |                                   |  |
|                                         |                                         | Jane Oliphant                                       | Robert Oliphant                               |  |  |       |  |  |                                 |  |  |                                   |  |
|                                         |                                         | Jane Oliphant                                       | Robert Oliphant                               |  |  |       |  |  |                                 |  |  |                                   |  |
|                                         |                                         | Jane Oliphant                                       | Jean Colville                                 |  |  |       |  |  |                                 |  |  |                                   |  |
| John Hope, V conte di Hopetoun          |                                         | Jane Oliphant                                       |                                               |  |  |       |  |  |                                 |  |  |                                   |  |
|                                         |                                         | sir John Wedderburn, VI baronetto di Blackness      | sir John Wedderburn, V baronetto di Blackness |  |  |       |  |  |                                 |  |  |                                   |  |
|                                         |                                         | sir John Wedderburn, VI baronetto di Blackness      | sir John Wedderburn, V baronetto di Blackness |  |  |       |  |  |                                 |  |  |                                   |  |
|                                         |                                         | sir John Wedderburn, VI baronetto di Blackness      | Jean Fullarton                                |  |  |       |  |  |                                 |  |  |                                   |  |
| Louisa Dorothea Wedderburn              |                                         | sir John Wedderburn, VI baronetto di Blackness      |                                               |  |  |       |  |  |                                 |  |  |                                   |  |
|                                         |                                         | Alice Dundas                                        | sir James Dundas                              |  |  |       |  |  |                                 |  |  |                                   |  |
|                                         |                                         | Alice Dundas                                        | sir James Dundas                              |  |  |       |  |  |                                 |  |  |                                   |  |
|                                         |                                         | Alice Dundas                                        | hon. Jean Forbes                              |  |  |       |  |  |                                 |  |  |                                   |  |
| John Hope, VI conte di Hopetoun         |                                         | Alice Dundas                                        |                                               |  |  |       |  |  |                                 |  |  |                                   |  |
|                                         | Alexander Macdonald, I barone Macdonald | sir Alexander Macdonald, VII baronetto              |                                               |  |  |       |  |  |                                 |  |  |                                   |  |
|                                         | Alexander Macdonald, I barone Macdonald | sir Alexander Macdonald, VII baronetto              |                                               |  |  |       |  |  |                                 |  |  |                                   |  |
|                                         | Alexander Macdonald, I barone Macdonald | lady Margaret Montgomerie                           |                                               |  |  |       |  |  |                                 |  |  |                                   |  |
| Godfrey Macdonald, III barone Macdonald | Alexander Macdonald, I barone Macdonald |                                                     |                                               |  |  |       |  |  |                                 |  |  |                                   |  |
|                                         |                                         | Elizabeth Diana Bosville                            | Godfrey Bosville                              |  |  |       |  |  |                                 |  |  |                                   |  |
|                                         |                                         | Elizabeth Diana Bosville                            | Godfrey Bosville                              |  |  |       |  |  |                                 |  |  |                                   |  |
|                                         |                                         | Elizabeth Diana Bosville                            | Diana Wentworth                               |  |  |       |  |  |                                 |  |  |                                   |  |
| Louisa Bosville Macdonald               |                                         | Elizabeth Diana Bosville                            |                                               |  |  |       |  |  |                                 |  |  |                                   |  |
|                                         |                                         | Guglielmo Enrico, duca di Gloucester e di Edimburgo | Federico, principe del Galles                 |  |  |       |  |  |                                 |  |  |                                   |  |
|                                         |                                         | Guglielmo Enrico, duca di Gloucester e di Edimburgo | Federico, principe del Galles                 |  |  |       |  |  |                                 |  |  |                                   |  |
|                                         |                                         | Guglielmo Enrico, duca di Gloucester e di Edimburgo | Augusta di Sassonia-Gotha-Altenburg           |  |  |       |  |  |                                 |  |  |                                   |  |
| Louisa Maria La Coast                   |                                         | Guglielmo Enrico, duca di Gloucester e di Edimburgo |                                               |  |  |       |  |  |                                 |  |  |                                   |  |
|                                         |                                         | lady Almeria Carpenter                              | George Carpenter, I conte di Tyrconnell       |  |  |       |  |  |                                 |  |  |                                   |  |
|                                         |                                         | lady Almeria Carpenter                              | George Carpenter, I conte di Tyrconnell       |  |  |       |  |  |                                 |  |  |                                   |  |
|                                         |                                         | lady Almeria Carpenter                              | Frances Clifton                               |  |  |       |  |  |                                 |  |  |                                   |  |
|                                         |                                         | lady Almeria Carpenter                              |                                               |  |  |       |  |  |                                 |  |  |                                   |  |